# باول باركلي
باول باركلي (بالإنجليزية: Paul Barclay)‏ هو صحفي أسترالي، ولد في 28 يناير 1962.